# Ryvarden fyr
Ryvarden fyr (auch als Ryvarden Kulturfyr vermarktet) ist ein Leuchtturm in der Gemeinde Sveio in der norwegischen Provinz Vestland, ungefähr 12 km nördlich der Stadt Haugesund.

## Lage
Der Leuchtturm steht am Ende der Landzunge Ryvardsneset in der Bucht Mølstrevågen am südwestlichen Ende der Gemeinde Sveio, rund zwei Kilometer von der Grenze zur Nachbarprovinz Rogaland entfernt. Ein etwa zwei Kilometer langer privater Kiesweg führt vom Fv2 im Ort Mølstrevåg zum Leuchtturm, der damit einer der besser zu erreichenden in Norwegen ist. Er markiert die südliche Einfahrt in den Bømlafjord sowie das nördliche Ende der Bucht Sletta, welche die Einfahrt nach Haugesund bildet.

## Geschichte
Erste menschliche Spuren auf Ryvardsneset stammen aus der späten Bronze- oder frühen Eisenzeit. Auf einer Anhöhe, rund 150 Meter vom Leuchtturm entfernt, finden sich Spuren eines zerstörten Grabhügels. Erstmals erwähnt wird die Landzunge im altisländischen Landnámabók. Hier wird beschrieben, wie Flóki Vilgerðarson (Ramna–Floke) vor seiner Reise nach Island im Jahr 869 einen Steinmann (norwegisch: varde) auf Ryvardsneset errichten ließ. Dieser Flokavarði markierte die historische Grenze zwischen Hordaland und Rogaland. Der Name Ryvarden geht auf den alten Namen Rogalands, Rygjafylki zurück.
Die wikingerzeitliche Markierung stand bis ins 19. Jahrhundert hinein, als die Heringsfischerei im Spätwinter an Bedeutung gewann, und eine bessere Markierung für die Fischerboote notwendig wurde. Zunächst wurde ein sogenanntes „fiskefyr“ (Fischereifeuer) errichtet, das aus einer kleinen Wachtstube mit einer Öllampe an der Wand bestand und in der Zeit von 21. Dezember bis 1. März erleuchtet sein sollte. Nach Protesten anderer Seefahrer wurde die Zeit nach einigen Jahren allerdings auf den Zeitraum vom 15. Juli bis 1. Mai ausgeweitet. 1861 wurden die Reste des Flokavarði abgerissen und als Fundament für ein neues Leuchtturmwärterhaus genutzt.
1890 wurde ein neuer Leuchtturm errichtet, dass 1935 durch das aktuelle Gebäude ersetzt wurde, das gleichzeitig mit einem kräftigen Nebelhorn ausgestattet wurde. Ein neues Leuchtturmwärterhaus wurde 1958 errichtet, und in den 1970er Jahren kam schließlich auch ein Weg zum Leuchtturm. 1984 wurde der Leuchtturm automatisiert.
Am Leuchtturm befindet sich ein Gedenkstein für die 16 Opfer des Untergangs des Schnellbootes Sleipner, das am 26. November 1999 bei schlechter Sicht auf die Klippe Store Bloksen nördlich des Leuchtturms auflief und sank.
Nachdem der Leuchtturm automatisiert wurde und die Leuchtturmwärterfamilie ausgezogen war, übernahm die Gemeinde Sveio den Betrieb der Gebäude. Es wurde eine Galerie, ein Café und Übernachtungsmöglichkeiten eingerichtet und die Geschichte von Ramna–Floke vermittelt. Im Jahr 2000 wurde Ryvarden Kulturfyr mit dem norwegischen Gütezeichen für kulturelle Einrichtungen und Erlebnisse, der Olavsrose, ausgezeichnet.